# グラビテーション オリジナル・サウンドトラック
『グラビテーション オリジナル・サウンドトラック』は、1999年9月22日にリリースされたOVA『グラビテーション』のサウンドトラック。発売元はアンティノスレコード。2002年8月21日にSME・ビジュアルワークスより再発盤がリリースされた。

## 概要
浅倉大介がサウンドプロデュースを手掛けたOVA『グラビテーション』のサウンドトラック。浅倉と伊藤賢一のユニットMad Soldiersプロデュースによる作中のバンドBAD LUCK（歌：コタニキンヤ.）の「Blind Game again」、「Smashing Blue」、「in the moonlight」やIcemanの「Shining Collection」を含む全19曲を収録。「Smashing Blue」は、コタニキンヤ名義でリリースしたCDには収録されておらず、本作にのみ収録されている。

## 収録曲
1. GRAVITATION Theme
  - 作曲・編曲：浅倉大介
2. "TOKYO BAY MUSIC FES CM" Scene＃1
  - 作曲・編曲：浅倉大介
3. "SLUMP" Scene＃2
  - 作曲・編曲：浅倉大介
4. "Encounter" Scene＃3
  - 作曲・編曲：浅倉大介
5. "Body Language" Scene＃4
  - 作曲・編曲：浅倉大介
6. "Perushana" Scene＃6
  - 作曲・編曲：浅倉大介
7. "Recollect" Scene＃8
  - 作曲・編曲：浅倉大介
8. "YUKI’S Theme" Scene＃11
  - 作曲・編曲：浅倉大介
9. "Rain" Scene＃14
  - 作曲・編曲：浅倉大介
10. "Idea" Scene＃18
  - 作曲・編曲：浅倉大介
11. "How to be" Scene＃19
  - 作曲・編曲：浅倉大介
12. "Eating" Scene＃20
  - 作曲・編曲：浅倉大介
13. "Spell" Scene＃22
  - 作曲・編曲：浅倉大介
14. "SHUICHI'S Theme" Scene＃24
  - 作曲・編曲：浅倉大介
15. "A worry" Scene＃26
  - 作曲・編曲：浅倉大介
16. Blind Game again
  - 作詞・作曲・編曲：Mad Soldiers
  - OVA『グラビテーション』オープニングテーマ
17. Smashing Blue
  - 作詞・作曲・編曲：Mad Soldiers
  - OVA『グラビテーション』エンディングテーマ
18. in the moonlight
  - 作詞・作曲・編曲：Mad Soldiers
  - OVA『グラビテーション』挿入歌
19. Shining Collection
  - 作詞：Iceman　作曲・編曲：浅倉大介
  - OVA『グラビテーション』挿入歌